# Argentinská krize v letech 1999 až 2002
Argentinská krize v letech 1999 až 2002 byla sérií událostí, které postihly argentinské hospodářství mezi roky 1999 až 2002. Krize začala během roku 1999 jako následek dvou dalších finančních krizí na světovém trhu v roce 1997 a 1998: asijské a ruské finanční krize. Z makroekonomického hlediska argentinská krize skončila v roce 2002, kdy se zastavil pokles argentinského HDP. Krize měla a stále má výrazné dopady na sociální situaci argentinského obyvatelstva i na argentinské hospodářství.

## Příčiny krize

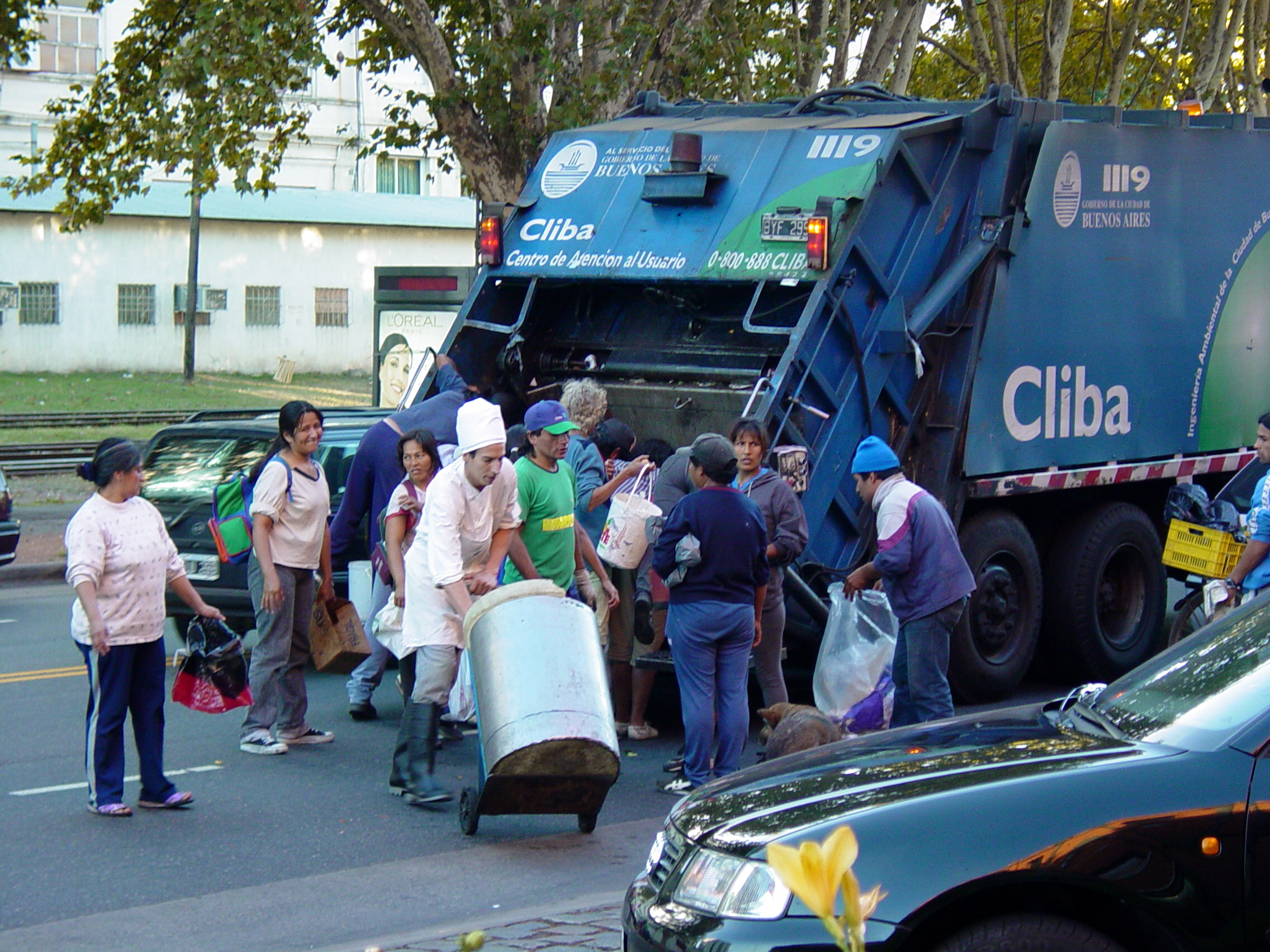
Duben 2003 - hladoví a chudí lidé žebrají o zbytky z restaurací.

Příčiny argentinské krize byly komplexní. Na jedné straně šlo o příčiny vnitřního charakteru, spojené s hospodářskými politikami vojenské diktatury (tzv. Proces národní reorganizace) v letech 1976–1983, které spočívaly v zadlužování Argentiny, státních garancích nad soukromými půjčkami a špatné politice investic. V roce 1983 měla Argentina nejvyšší nezaměstnanost od doby krize v roce 1929 a celkový výkon argentinského hospodářství byl poškozen. Demokratická vláda prezidenta Raúla Alfonsína se pokusila o stabilizaci argentinského hospodářství pomocí několika kroků. Jedním z nich bylo zavedení nové měny australu, které umožnilo zemi získat nové zahraniční půjčky. Vládě se tak podařilo udržovat inflaci pod kontrolou. Ke konci 80. let 20. století se však země dostala do situace, kdy nebyla schopna splácet úroky ze svých půjček a důvěra v austral a tím i celou ekonomiku země značně poklesla. Za této situace došlo k dramatickému nárůstu inflace, jež rostla spirálovitě a jež už nebyla pod kontrolou.
V roce 1989 se prezidentem Argentiny stal perónistický politik Carlos S. Menem. Prioritním úkolem jeho vlády se stalo zastavení růstu inflace a její kontrola. V roce 1991 ministr hospodářství rozhodl o zavedení fixní hodnoty argentinské měny vůči americkému dolaru. Občané Argentiny si mohli vyměnit úspory v argentinském australu na dolary, které už byly využívány v běžné obchodní výměně díky kolapsu australu. Argentinská centrální banka musela udržet svoje dolarové devizové rezervy na stejné úrovni jako byla měnová báze v zemi (množství oběživa a rezerv). Tento postup byl potom uzákoněn tzv. zákonem o konvertibilitě (Ley de Convertabilidad), v rámci kterého se Argentina vrátila k argentinskému pesu a hodnota pesa byla zafixována na hodnotu dolaru (1:1), což pomohlo stabilizovat hyperinflaci. Jak shrnuje Timothy Kehoe, je často právě zákon o konvertibilitě viděn jako jedna z příčin krize, jelikož díky němu došlo k nadhodnocení argentinského pesa.
Zákon o konvertibilitě sice momentálně stabilizoval argentinskou inflaci, zlevnil dovozy a snížil např. kreditní úrokové sazby, avšak nevyřešil otázku vysokého zahraničního zadlužení země a znamenal postupné ztráty pro argentinskou průmyslovou výrobu díky zdražování argentinského vývozu. Tyto ztráty se mimo jiné promítly na růstu nezaměstnanosti. Menemova vláda se v této situaci orientovala na neoliberální politiky privatizace a deregulace argentinského hospodářství a stimulací zahraniční investic. Přistoupila například k privatizaci argentinských telekomunikací, železnic, vodohospodářství, bankovního sektoru a dalších veřejných služeb. Makroekonomicky byla tato strategie relativně úspěšná a argentinský HDP mezi roky 1991 až 1997 rostl průměrně kolem 6 %. Nicméně Menemova vláda pokračovala v politice zahraničních půjček především od Mezinárodního měnového fondu a Světové banky a vláda měla vysoké státní výdaje. Dluh Argentiny dosáhl v roce 1998 144,1 miliard dolarů, respektive 50 % HNP. Například podle Anne Kruger z MMF právě kombinace slabé fiskální politiky státu, vysokého dluhu a fixace na dolar stála za argentinskou recesí.
Hodnocení celkové performance argentinského hospodářství bylo k roku 1998 nicméně pozitivní. Například podle zprávy Organizace světového obchodu z roku 1998 "ekonomické reformy a programy restrukturalizace, jež úspěšně pokračovaly od začátku 90. let, pomohly Argentině zdvojnásobit její příjem na hlavu za méně než deset let a udržet inflaci v roce 1997 pod 1 %."Zpráva dále pokračovala v pozitivním duchu: "(Argentina) musí nyní čelit dopadu asijské krize a jejích vlivů na Jižní Ameriku. V rámci pomoci Argentině a v rámci zlepšení finančních fiskálních reforem Světová banka udělila Argentině v listopadu roku 1998 půjčku 3 miliard dolarů. Zpráva Světové hospodářské organizace uvádí, že pro rok 1998 je celkový růst HDP Argentiny očekáván kolem 5 %. Nicméně pro rok 1999 se dá očekávat pokles na 4,8 %..." Ve skutečnosti HDP klesl pro rok 1999 na -3,4 %. Argentinská krize byla tak byla pro mnohé překvapením.
K externím příčinám krize patřila série finančních krizí na světovém trhu v roce 1997 a 1998. Asijská finanční krize v roce 1997 a ruská finanční krize destabilizovaly světové hospodářství a ovlivnily hospodářskou situaci v Brazílii a Argentině. Argentinskou situaci bezprostředně ovlivnily dvě události: devalvace brazilské měny v roce 1999 (což zdražilo argentinský export) a současně revalvace amerického dolarů, což opět zdražovalo argentinský export a snižovalo konkurenceschopnost argentinského zboží. Země se tak propadla do recese, která trvala celkem tři roky a vyvrcholila ekonomickým kolapsem v roce 2001.

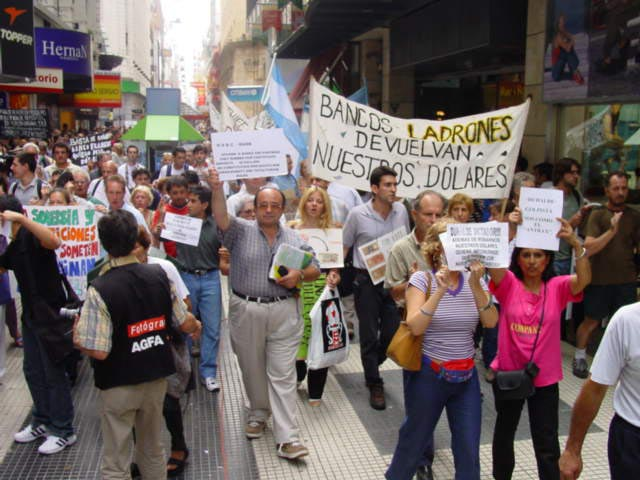
Protesty proti zmražení bankovních úspor v ulicích Buenos Aires známé pod pojmem cacerolazo.

## Kolaps hospodářství a politická krize v roce 2001 a 2002
Nestabilní situace argentinského hospodářství, vysoký zahraniční dluh a vysoké úroky, odchod zahraničních investic ze země, vysoká nezaměstnanost a minusový růst HDP Argentiny měl za důsledek ztrátu důvěry v bankovní systém a bezpečnost úspor mezi argentinským obyvatelstvem. V roce 2001 začali Argentinci hromadně proměňovat argentinská pesa za dolary, vybírat hotovost z bankovních účtů a posílat peníze do zahraničí. Toto masové vybírání peněžní hotovosti vedlo k nedostatku peněžní hotovosti na straně argentinských bank. Vláda prezidenta Fernanda de la Rúa rozhodla o zmražení všech kont v argentinské měně a umožnila jen vybírání malých hotovostí. Toto opatření je označováno často jako corralito. Tato situace ale jen zhoršila už tak špatnou náladu mezi argentinskými občany, která přerostla v řadu demonstrací a protestů na ulicích velkých argentinských měst, které záhy přerostly v pouliční srážky s policii. I když vláda vyhlásila stav nouze, další masové a násilné protesty pokračovaly 20. a 21. prosince 2001 v Buenos Aires. V následku toho prezident Rúa rezignoval a země se propadla do politické krize. Během konce prosince a začátku ledna postupně do úřadu prezidenta vyměnili 4 politici a 3 z nich rezignovali (Rúa, Eduardo Camaño, Adolfo Rodríguez Saá). Prozatímním prezidentem se nakonec stal Eduardo Duhalde.
Na začátku roku 2002 se Argentina ocitla na pokraji ekonomického kolapsu nevídaných rozměrů. Například argentinský HDP na osobu klesl v roce 2002 na 2720 dolarů (v roce 1999 činil 7776 dolarů). Reálný pokles HDP v roce 2002 představoval -10,4 %. Nezaměstnanost činila kolem 17 % v roce 2003. V této situaci Duhaldeho vláda konečně přistoupila k devalvaci argentinského pesa s provizorním kurzem 1,4 pesa za americký dolar. Zároveň vláda nařídila tzv. pesifikaci (pesificación), v rámci které došlo k nucené proměně zmražených úspor argentinských občanů z dolarů na argentinská pesa podle kurzu 1,4 pesa za dolar. Peso nakonec devalvovalo na 80 % díky akumulované inflaci způsobené rovněž závislostí Argentiny na importech. Kolaps se výrazně podílel na růstu sociálních nerovností, chudnutí středních a nižších středních vrstev doprovázené vysokou kriminalitou a pouličním násilím. V roce 2001 bylo kolem 37 % argentinského obyvatelstva na úrovni chudoby a v roce 2002 dokonce 51,7 %.

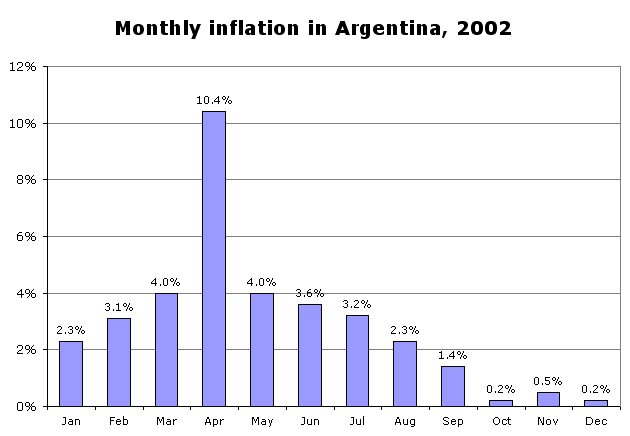
Vývoj argentinské inflace podle měsíců roku 2002.

## Ekonomická obnova Argentiny
Nová vláda středolevého perónisty Néstora Kirchnera z Justicialistické strany pokračovala po volbách v květnu 2003 v Duhaldeho ekonomickém kurzu. Kirchner si ve své vládě ponechal Duhaldeho ministra hospodářství Roberta Lavagneho. V roce 2003 se nicméně země postupně dostávala z recese a vykazovala růst reálného HDP a mírný pokles nezaměstnanosti. Vláda se snažila o udržení striktního fiskálního řádu a její prioritou byla tzv. restrukturalizace argentinského dluhu. Jedním z řešení bylo vydání státních dluhopisů, z nichž část nakoupila v roce 2007 od Argentiny Venezuela. V roce 2005 Kirchner oznámil v koordinaci s Brazílii splacení dluhu MMF v jedné jediné splátce.